# Fuente Álamo de Murcia
Fuente Álamo de Murcia é um município da Espanha na província e comunidade autónoma de Múrcia. Tem 273 km² de área e em 2021 tinha 17 225 habitantes (densidade: 63,1 hab./km²).

## Demografia
| Variação demográfica do município entre 1991 e 2004 | Variação demográfica do município entre 1991 e 2004 | Variação demográfica do município entre 1991 e 2004 | Variação demográfica do município entre 1991 e 2004 |
| --------------------------------------------------- | --------------------------------------------------- | --------------------------------------------------- | --------------------------------------------------- |
| 1991                                                | 1996                                                | 2001                                                | 2004                                                |
| 8279                                                | 9046                                                | 11583                                               | 13210                                               |